# Bad Sauerbrunn
Bad Sauerbrunn (ungarisch Savanyúkút, kroatisch Kisela Voda) ist eine Gemeinde mit 2355 Einwohnern (Stand 1. Jänner 2025) im Bezirk Mattersburg im nördlichen Burgenland in Österreich.

## Geografie
Bad Sauerbrunn liegt etwa auf halber Strecke zwischen Wiener Neustadt und Mattersburg am östlichen Rand des Rosaliengebirges. Das Gemeindegebiet gehört zum Naturpark Rosalia-Kogelberg und ist zum Großteil verbaut, wobei die geschlossene Siedlungsfläche teilweise zu den Nachbargemeinden Pöttsching und Wiesen gehört.

### Gemeindegliederung
Die Gemeinde besteht nur aus einer Ortschaft und ist mit der Katastralgemeinde Sauerbrunn deckungsgleich.

### Nachbargemeinden
| Neudörfl   |                                             | Pöttsching |
|            | Kompassrose, die auf Nachbargemeinden zeigt |            |
| Pöttsching | Wiesen                                      |            |

## Geschichte
Schon vor tausenden Jahren gab es in dieser Region eine durchgehende Besiedlung. Grabungen, die im Zuge eines geplanten Straßenausbaues getätigt worden sind, brachten Reste aus der Jungsteinzeit zu Tage.
Vor Christi Geburt war das Gebiet Teil des keltischen Königreiches Noricum und gehörte zur Umgebung der keltischen Höhensiedlung Burg auf dem Schwarzenbacher Burgberg.
Unter den Römern lag das heutige Bad Sauerbrunn dann in der Provinz Pannonia. 1923 wurde eine Probegrabung zwischen Pöttsching und Sauerbrunn vorgenommen und das Vorhandensein einer römerzeitlichen Villa rustica (eines Gutshofes) am linken Ufer des Edelbaches (Siebenwirteichbach) bestätigt. Münzfunde aus dem 4. Jahrhundert zeugen davon, dass es in diesem Raum noch in Spätantike und der beginnenden Zeit der Völkerwanderung reges wirtschaftliches Treiben gab.

Sauerbrunn (unten rechts) und Umgebung um 1873 (Aufnahmeblatt der Landesaufnahme)

Östliche Umgebung von Sauerbrunn (Bahnlinie links unten)

### Entstehung von Sauerbrunn
Die erste wissenschaftliche Erwähnung der Quellen findet sich in Johann Heinrich Cranz’ Monographie von 1777 über die Heilquellen des Reiches.
Erst gegen Ende des 19. Jahrhunderts ist die heutige Ortschaft auf dem Gemeindegebiet von Pöttsching entstanden. Zu dieser Zeit begann die verstärkte Nutzung der Mineralwasserquelle, die dann auch als „Pöttschinger Sauerbrunn“ bekannt wurde.
1800 ließ Fürst Nikolaus Esterházy das Wasser untersuchen, die Quelle fassen und überdachen. In weiterer Folge wurde dann 1803 auch ein Gasthaus errichtet.
Der österreichische Beamte Matthias Franz Perth (1788–1856) hat in seinem umfassenden Tagebuch (über die Jahre 1803 bis 1856) auch einen Besuch von Mitte September 1814 aufgezeichnet.
Mitte des 19. Jahrhunderts bestanden nur drei große Gebäude: ein Gasthaus, die Station „Pöttschinger Sauerbrunn“ und das Badehaus von Dr. Fink.
Der Ort Sauerbrunn ist seit 1847 durch die Mattersburger Bahn erschlossen.
1852 erhielt der Wiener Neustädter Arzt Dr. Josef Fink die Erlaubnis, den Pöttschinger Sauerbrunnen zu Heilzwecken auf 50 Jahre zu nutzen, damit für den Ort durch die Errichtung von Trink- und Badeanstalten und der Versendung des Sauerwassers ein größerer Nutzen erreicht werden konnte. Der unentgeltliche Bezug des Mineralwassers für die Einwohner von Pöttsching und der Nachbarorte blieb bestehen. 1853 ließ Dr. Fink ein zweistöckiges Kurgebäude errichten; 1857 wurde das gutherrschaftliche Gasthaus aufgestockt, sodass weitere Zimmer angeboten werden konnten. Nach dem Tod des Arztes versuchten dessen Erben im Jahr 1861, Quelle und Grundstücke um das Kurhaus vergeblich als Eigentum zu erwerben; die esterházysche Gutsverwaltung vergab weiterhin nur Pachtverträge.
Bad Sauerbrunn erhielt 1901 die Erlaubnis, den Titel Kurbad zu führen.
Der Ort entwickelte sich bald zum beliebten Sommerwohnsitz der Wiener, Budapester und Soproner Gesellschaft.
Die Errichtung eines Sanatoriums und einer Kuranstalt durch den Wiener Arzt Hermann Grimm, der als neuer Pächter der Badeanstalt nach Sauerbrunn kam, erhöhte den guten Ruf des Kurbades.
Die 1904 begonnenen Bemühungen, Sauerbrunn zur Gemeinde zu erheben, führten 1909 dazu, dass man den Status einer Kleingemeinde erlangte, deren amtlicher Name dann Savanyúkút lautete. Da sich der Ort so günstig weiterentwickelte, wurde die Kleingemeinde im Jahr 1911 zur Großgemeinde mit eigenem Notariat und Matrikelamt umgestaltet.
1908/09 wurde in der Postgasse ein E-Werk eröffnet, das mit einem 45-PS-Dieselmotor und einem 120-PS-Benzinmotor betrieben wurde.
Der Erste Weltkrieg führte zur Errichtung einer Rekonvaleszenten-Station und in weiterer Folge wurde in den Villen Hartig und Neuhaus auch ein Spital eingerichtet.
Über die Zeit um 1919 berichtete Joseph Roth in der Wiener Tageszeitung Der neue Tag unter dem Titel Reise durchs Heanzenland. Sein Weg führte ihn damals von der Wiener Neustadt über Neudörfl, Bad Sauerbrunn und Zinkendorf nach Ödenburg.
Auf seiner Flucht vor dem „Weißen Terror“ gelangte Anfang August 1919 auch Tibor Szamuely, ein prominenter Führer der jungen Ungarischen Räterepublik, nach Sauerbrunn.

### Nach 1921

Wiener-Neustadt – Sauerbrunn 1931

Während der Kämpfe um das Burgenland war Sauerbrunn ein Zentrum der Freischärler.
Sauerbrunn wurde wie das gesamte Deutsch-Westungarn nach dem Ersten Weltkrieg nach Verhandlungen im Vertrag von St. Germain und im Vertrag von Trianon 1919 Österreich zugesprochen. Da jedoch infolge der Volksabstimmung 1921 die von Österreich vorgesehene burgenländische Landeshauptstadt Ödenburg an Ungarn abgetreten wurde, wurde Sauerbrunn von 25. Jänner 1921 bis 29. April 1925 provisorischer Sitz der burgenländischen Landesregierung und -verwaltung.
Am 31. März 1930 übersiedelte die Landesregierung endgültig nach Eisenstadt. Die Gemeindewiese wurde der Kurkommission zur Gestaltung eines Parks überlassen.
1934 verloren die Sozialdemokraten ihre Sitze im Gemeinderat und in der Kurkommission.
Obwohl an die zwei Drittel aller Kurgäste Juden waren, ergab die sogenannte Volksabstimmung vom 10. April 1938 nur Ja-Stimmen für den Anschluss. Durch den Zweiten Weltkrieg sowie durch die Vertreibung der Juden und der Systemgegner kam der Kurbetrieb zum Erliegen. Die unbenützten Räumlichkeiten wurden in den letzten Kriegsjahren für Büros und Heime von Rüstungsbetrieben (Raxwerke) verwendet.
In der Zeit der NS-Herrschaft musste auch die Verwaltung der katholischen Administratur von Mattersburg nach Sauerbrunn verlegt werden. 1944, bis kurz vor Einmarsch der sowjetischen Truppen, strahlte der Soldatensender Belgrad seine Sendungen aus der Hartigvilla als seiner letzten Station aus.
Am 1. April 1945 marschierten Einheiten der Roten Armee ein und übernahmen die militärische und administrative Gewalt.

### Nach 1945
Der gezielte, wenn auch langwierige Ausbau der Tourismus- und Kureinrichtungen, die im Zweiten Weltkrieg völlig zerstört worden waren, sowie die hohe Qualität der Heilquellen führten zur Berechtigung, mit 1. Jänner 1987 den Gemeindenamen „Bad Sauerbrunn“ zu führen. Als Vorarbeit wurde deswegen die Heilbad Betriebsgesellschaft gegründet und von 1982 bis 1985 ein neues Kurmittelhaus errichtet.
Im Juli 2006 wurde in der denkmalgeschützten, entsprechend adaptierten „Hartigvilla“ die „Waldklinik Bad Sauerbrunn“ als erste (und inzwischen wieder geschlossene) Schönheitsklinik des Burgenlandes eröffnet.
2024 wurden die Bauarbeiten für ein neues Gemeindezentrum am Brunnenplatz begonnen.

### Bevölkerungsentwicklung

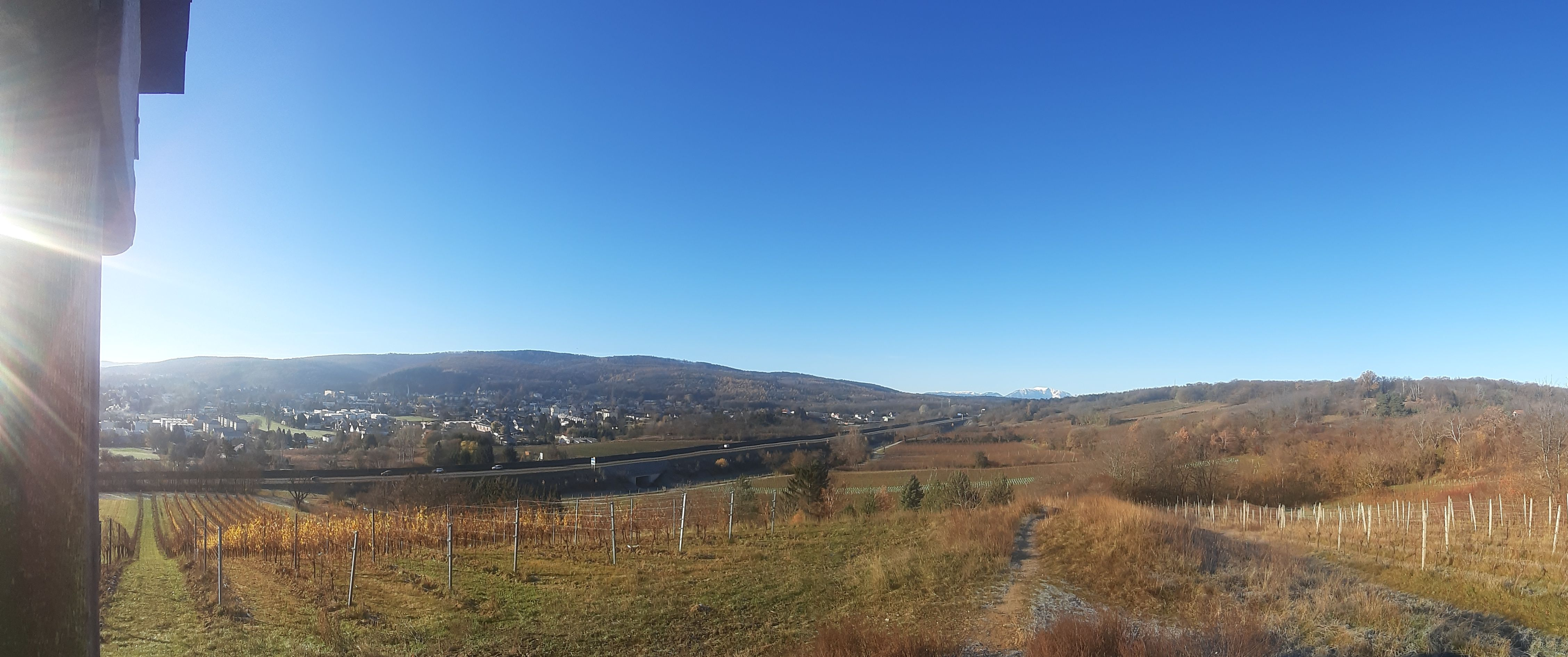
Blick vom Wetterkreuz auf Bad Sauerbrunn, Schneeberg und Rax

Die noch unter ungarischer Verwaltung durchgeführten Volkszählungen weisen für Bad Sauerbrunn einen Anteil magyarischer Bevölkerung von 21,8 % aus (sowohl 1910 als auch 1920), was den höchsten Anteilswert im Bezirk Mattersburg darstellt. Mit der Angliederung des Burgenlandes an Österreich änderte sich die Situation (1923: 4,8 %). 2001 zählten 1,6 % der Bewohner zur Volksgruppe der Burgenlandungarn (Wohnbevölkerung mit österreichischer Staatsbürgerschaft).
Auch die konfessionelle Zusammensetzung der Bevölkerung änderte sich: Die Zahl der Evangelischen stieg von 42 1910 (6,0 %) auf 185 im Jahre 1961 (11 %). Mit der Entwicklung Sauerbunns zum Kurort ist auch eine kleine, dauerhaft in Sauerbrunn ansässige jüdische Gemeinde entstanden, die eine Filiale der Kultusgemeinde von Mattersburg war. Diese umfasste 1920 80 Personen (6,8 %). Der Plan, aus dem Elektrizitätswerk eine Synagoge zu machen, konnte nicht mehr verwirklicht werden. Es gab einen jüdischen Friedhof, der auch heute noch besteht. Nach dem Anschluss an das Deutsche Reich wurden auch die Sauerbrunner Juden vertrieben und mussten unter starkem Druck ihren Besitz verschleudern bzw. wurde dieser „arisiert“. Nur wenige kehrten als Überlebende der Shoah nach dem Ende des Zweiten Weltkriegs nach Bad Sauerbrunn zurück.

## Kultur und Sehenswürdigkeiten
Die Gemeindequelle bringt einen Magnesium-Calcium-Natrium-Hydrogencarbonat-Sulfat-Säuerling zutage, der den höchsten Magnesiumgehalt Österreichs hat. Dieses natürliche Heilwasser wird für therapeutische Zwecke im Gesundheitszentrum und Kurzentrum verwendet.
- Katholische Pfarrkirche Bad Sauerbrunn
- Jüdischer Friedhof Bad Sauerbrunn
- Musikpavillon im alten Fuchsloch
- Kurpark mit Rosarium: Rosengarten mit mehr als 2000 Rosen
- Badeanlage
- Ehemalige Villa Paula
- Villenanlage, Villa Hartig I, Villa Hartig II und Gartenhaus
- Gemeindeamt
- Aussichtsturm nahe dem Florianikreuz, 28 Meter hoher Baumstamm mit umlaufender Wendeltreppe. Politisch steht dieser Aussichtsturm schon auf dem Pöttschinger Hotter, der hier im Rosaliengebirge eine Exklave hat, er ist aber nur von Bad Sauerbrunn aus zu erreichen und wurde auch von der Gemeinde Bad.Sauerbrunn finanziert.

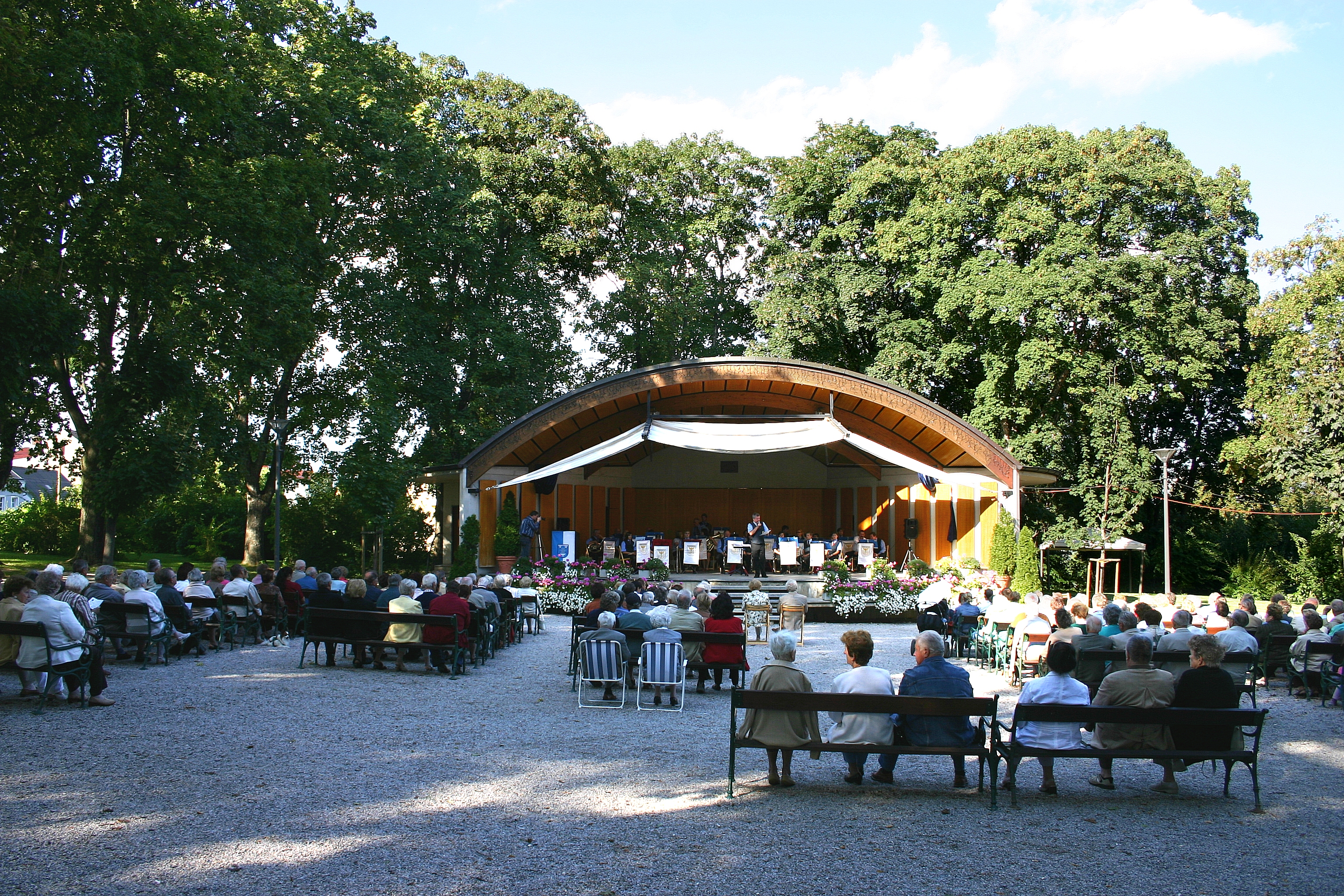
Kurkonzert im Kurpark
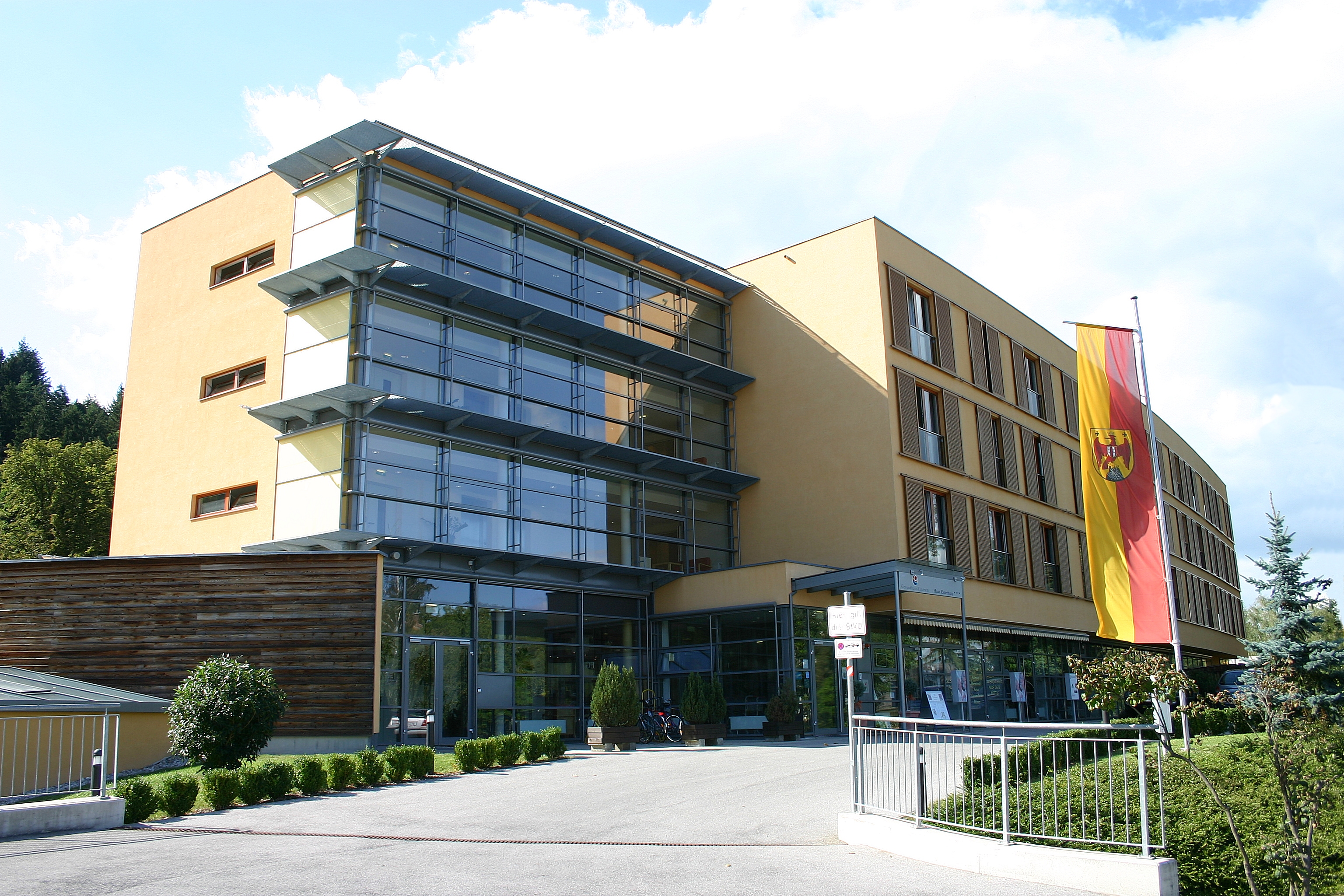
Kuranstalt Haus Esterhazy
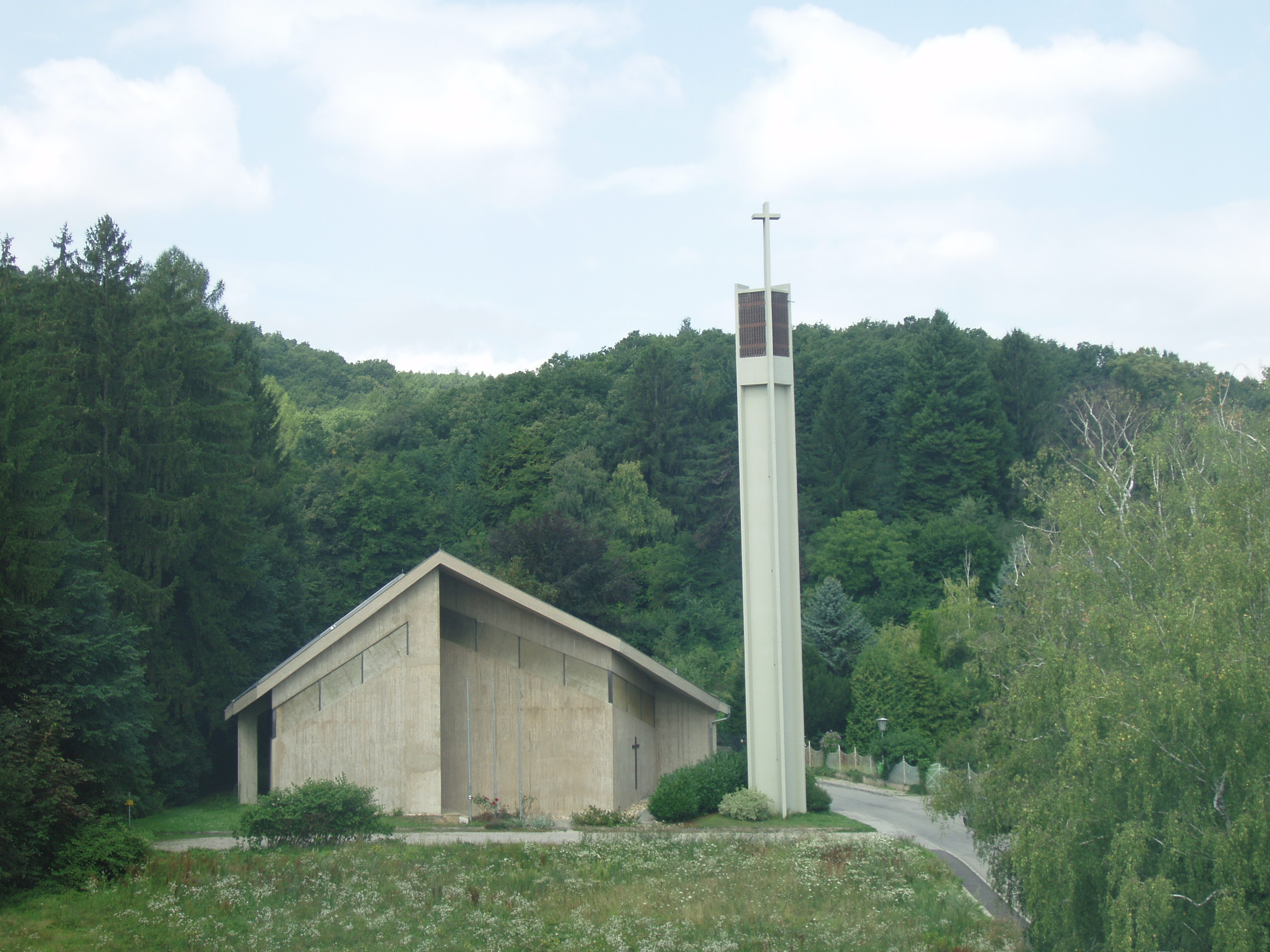
Pfarrkirche Bad Sauerbrunn
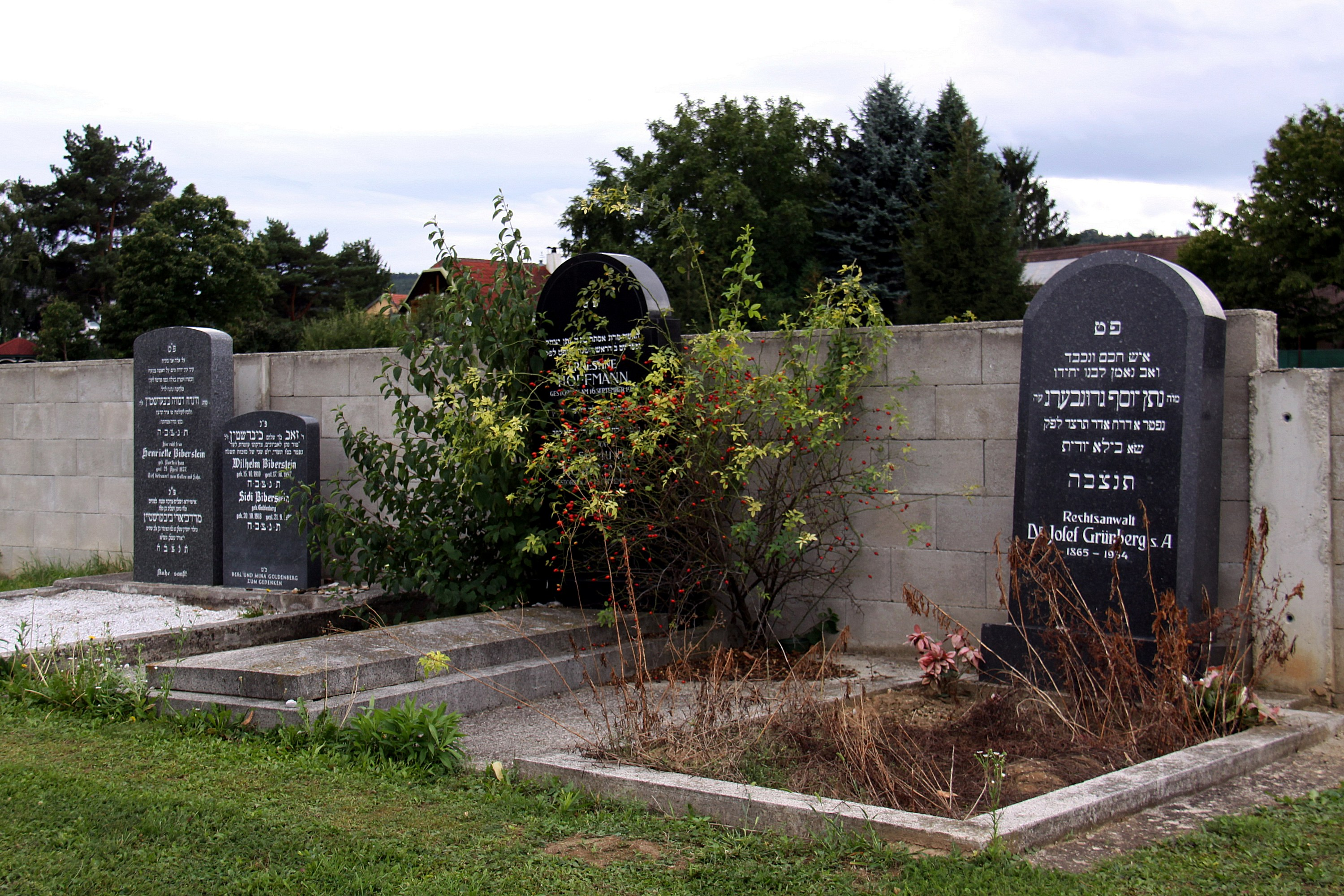
Jüdischer Friedhof Bad Sauerbrunn
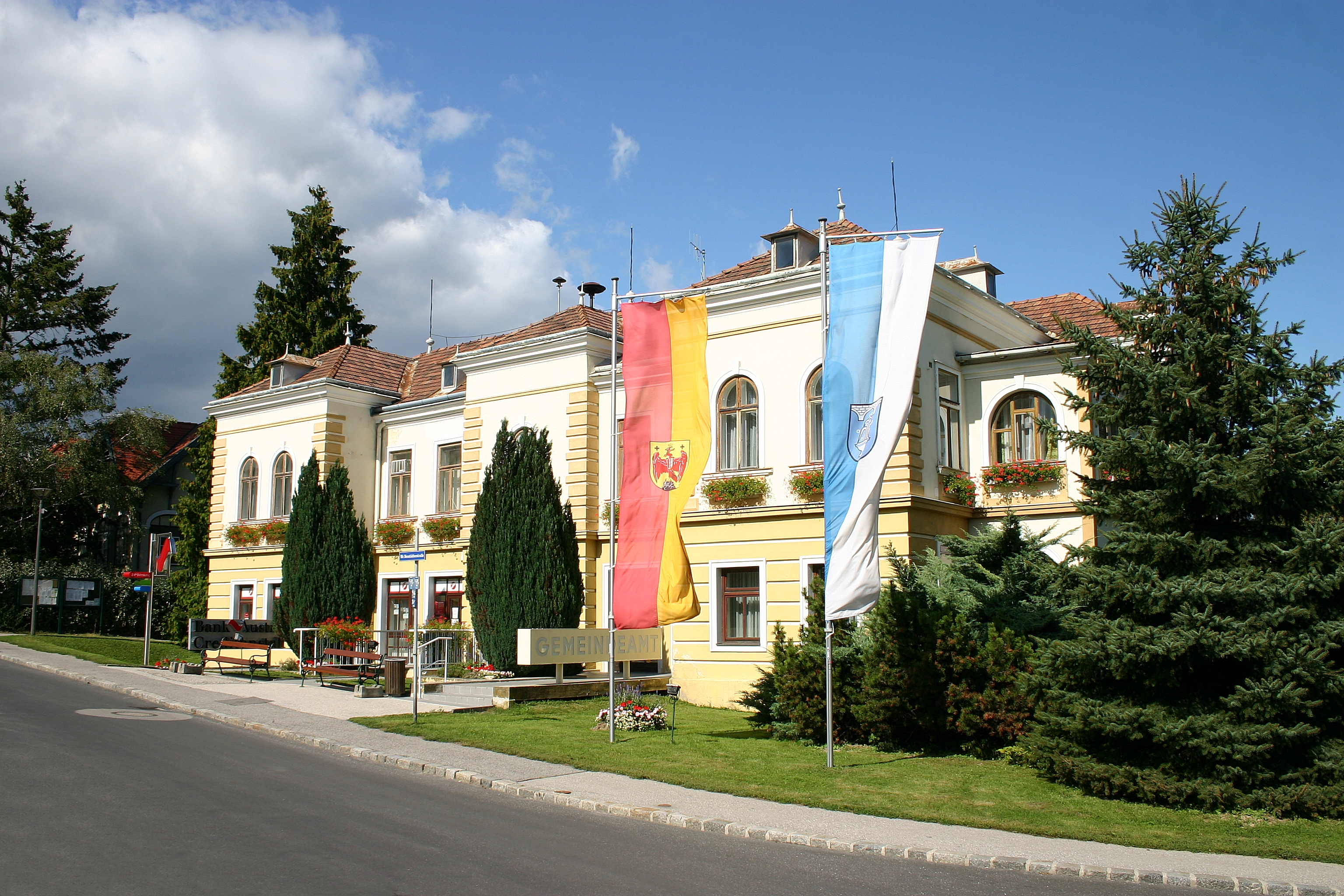
Gemeindeamt

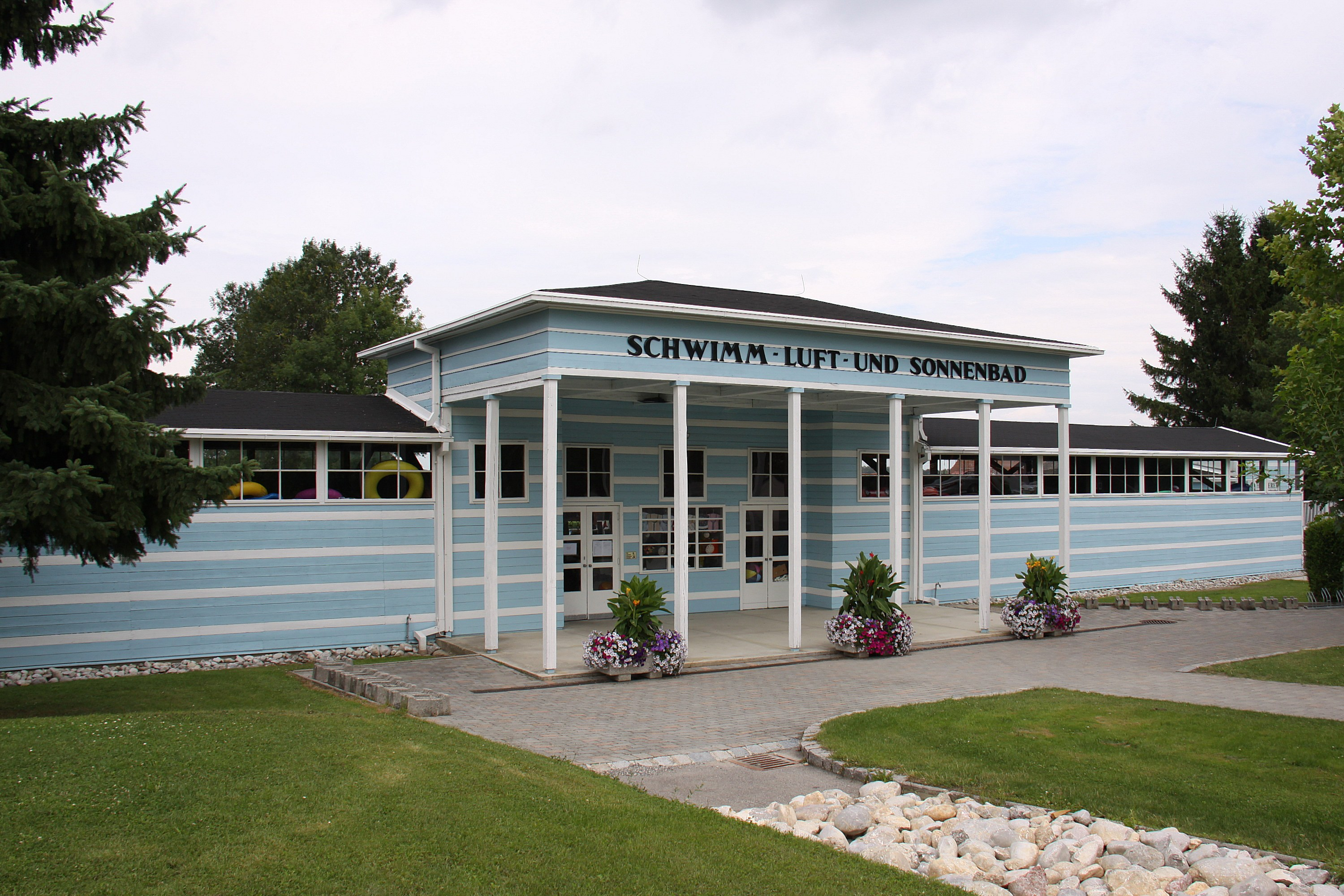
Denkmalgeschütztes Schwimmbad
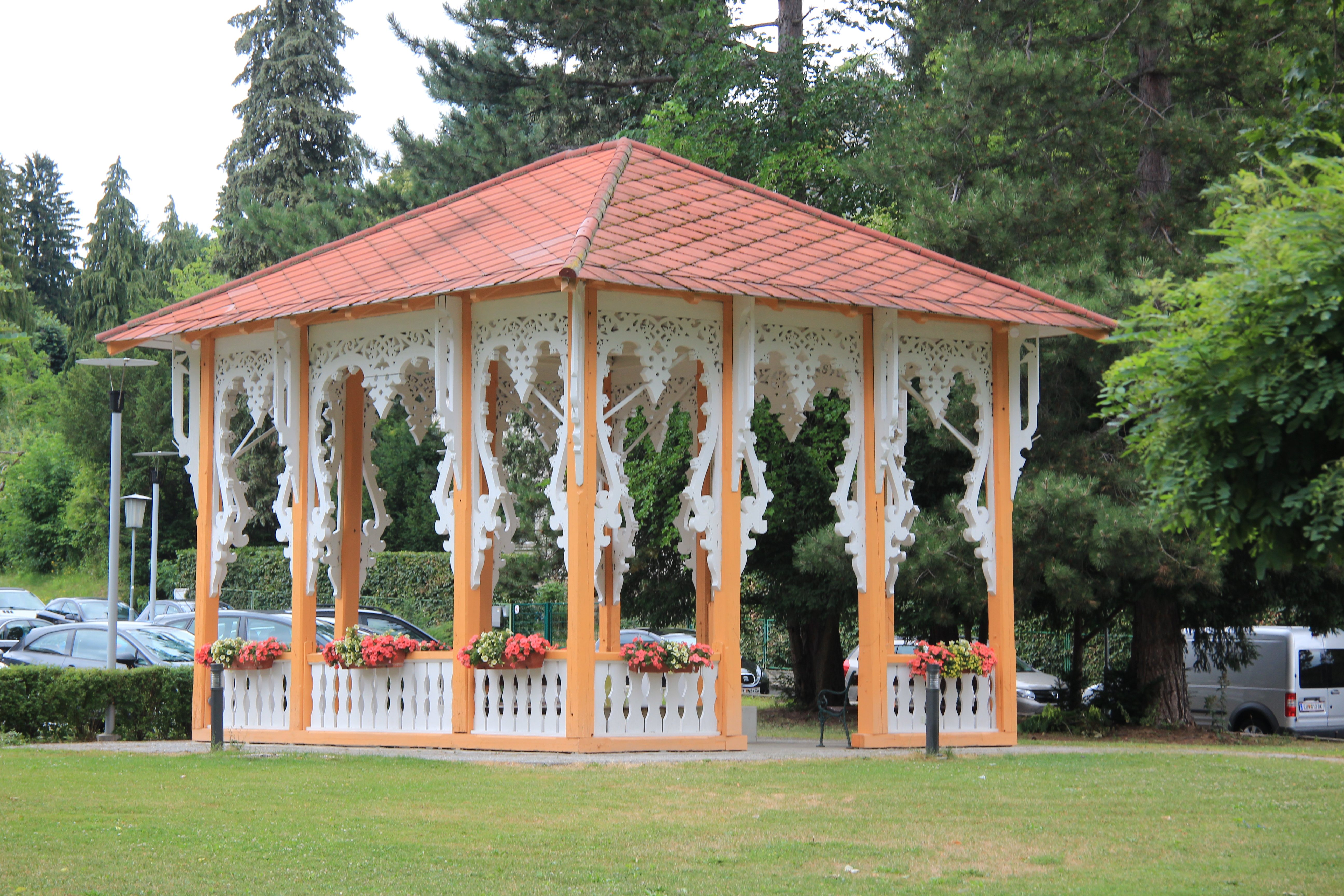
Ehemaliger Musikpavillon
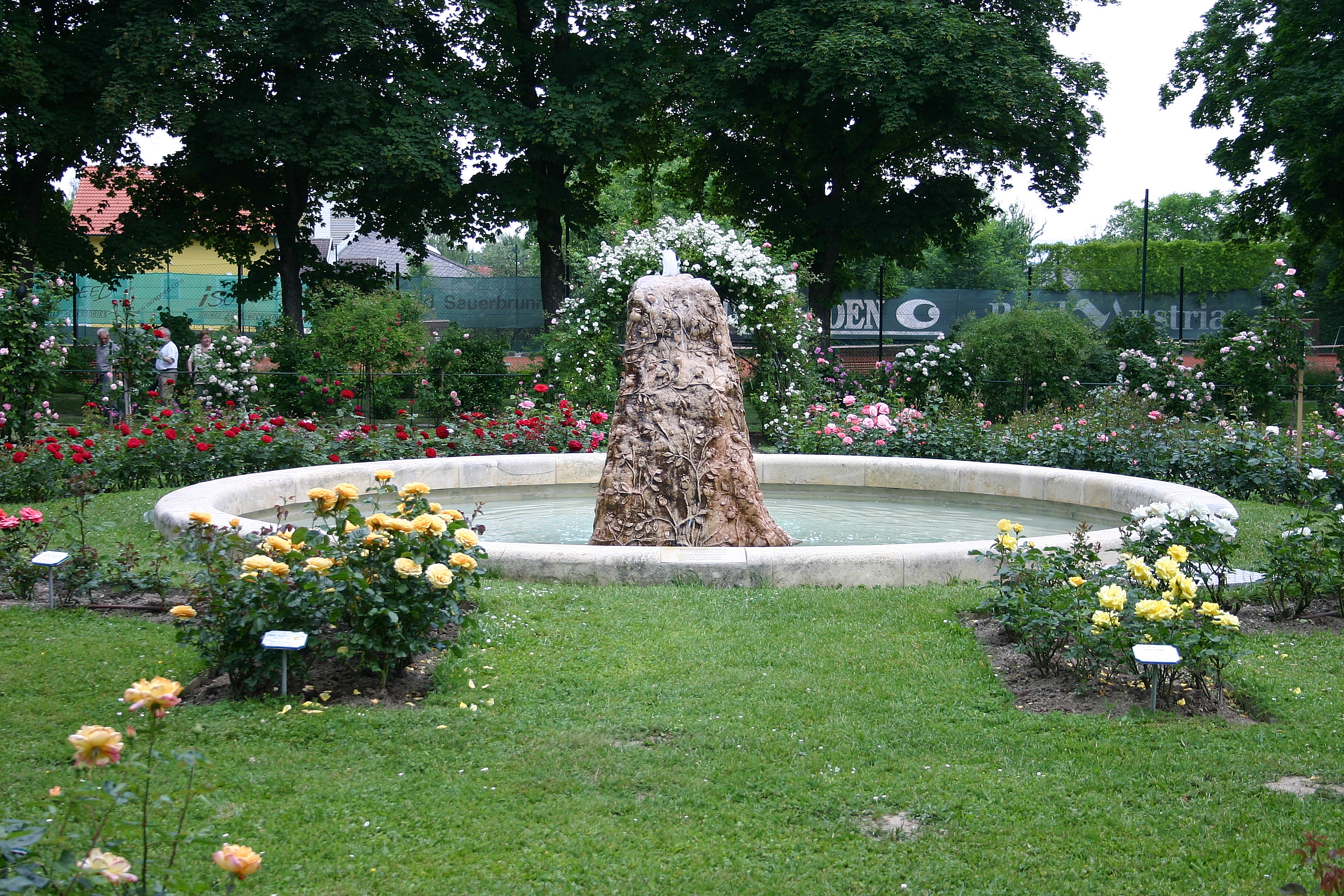
Rosarium im Kurpark
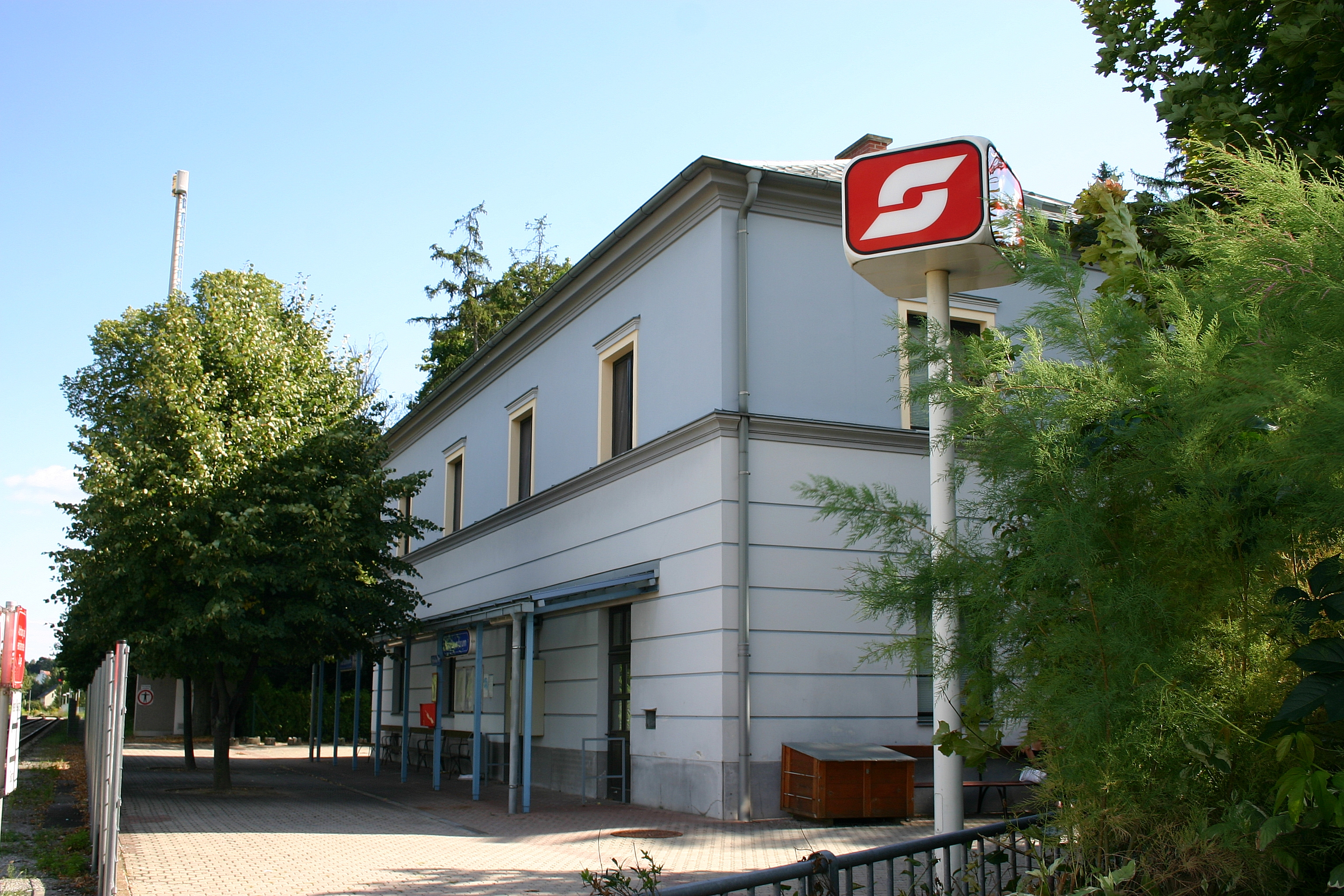
Bahnhof Bad Sauerbrunn
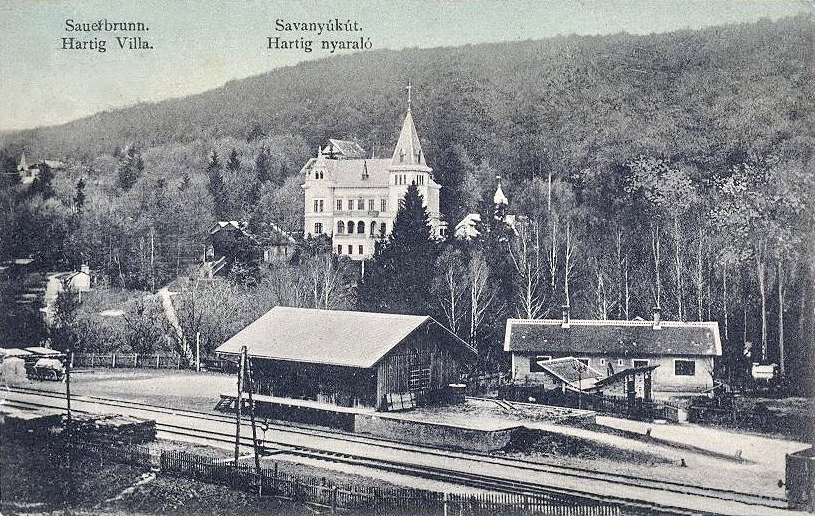
Hartig-Villa (um 1900)

## Infrastruktur und Gesundheitseinrichtungen
Bereits 1853 wurde von Dr. Josef Fink ein zweistöckiges Kurgebäude errichtet.
1903 wurde in Bad Sauerbrunn unter dem Pächter und Kurarzt Dr. Hermann Grimm ein Sanatorium und Kurinstitut erbaut.
Die 1967 gefundene Quelle, ein Magnesium-Calcium-Natrium-Hydrogencarbonat-Sulfat-Säuerling, zählt zu den magnesiumreichsten Quellen Österreichs.
Für das heutige Gesundheitszentrum Bad Sauerbrunn wurde 1985 der Grundstein gelegt, die Thermal-Heilquelle wurde 1997 erschlossen.
Die onkologische Rehabilitationsklinik „Der Sonnberghof“ mit rund 121 Zimmer wurde 2010 eröffnet. Sie ist die größte und 2010 zudem die erste ausschließlich auf onkologische Rehabilitation spezialisierte Einrichtung im Osten Österreichs für die Rehabilitation von Menschen nach oder mit einer Krebserkrankung.
Bad Sauerbrunn ist seit 1847 mittels der Mattersburger Bahn (Wiener Neustadt bis Sopron) und mit dem Bus an das öffentliche Verkehrsnetz angebunden. Die Fahrzeiten mit der Bahn in die Bezirkshauptstadt Mattersburg und nach Wiener Neustadt betragen etwa 10 bis 12 Minuten (Verkehr tagsüber mindestens stündlich).

## Politik

### Gemeinderat
Der Gemeinderat umfasst aufgrund der Einwohnerzahl insgesamt 21 Mitglieder.
| Partei          | 2022             | 2022             | 2022             | 2017             | 2017             | 2017             | 2012             | 2012             | 2012             | 2007             | 2007             | 2007             | 2002             | 2002             | 2002             | 1997             | 1997             | 1997             |
| Partei          | Sti.             | %                | M.               | Sti.             | %                | M.               | Sti.             | %                | M.               | Sti.             | %                | M.               | Sti.             | %                | M.               | Sti.             | %                | M.               |
| --------------- | ---------------- | ---------------- | ---------------- | ---------------- | ---------------- | ---------------- | ---------------- | ---------------- | ---------------- | ---------------- | ---------------- | ---------------- | ---------------- | ---------------- | ---------------- | ---------------- | ---------------- | ---------------- |
| LIBS            | 507              | 41,12            | 9                | 700              | 54,22            | 12               | 699              | 55,79            | 12               | 639              | 54,80            | 13               | 452              | 38,05            | 8                | nicht kandidiert | nicht kandidiert | nicht kandidiert |
| ÖVP             | 257              | 20,84            | 5                | 192              | 14,87            | 3                | 127              | 10,14            | 2                | 170              | 14,58            | 3                | 207              | 17,42            | 3                | 236              | 24,41            | 5                |
| SPÖ             | 194              | 15,73            | 3                | 307              | 23,78            | 5                | 372              | 29,69            | 6                | 281              | 24,10            | 5                | 472              | 39,73            | 9                | 594              | 61,43            | 12               |
| GRÜNE           | 119              | 9,65             | 2                | nicht kandidiert | nicht kandidiert | nicht kandidiert | nicht kandidiert | nicht kandidiert | nicht kandidiert | nicht kandidiert | nicht kandidiert | nicht kandidiert | nicht kandidiert | nicht kandidiert | nicht kandidiert | nicht kandidiert | nicht kandidiert | nicht kandidiert |
| FPÖ             | 75               | 6,08             | 1                | 92               | 7,13             | 1                | 55               | 4,39             | 1                | 36               | 3,09             | 0                | 57               | 4,80             | 1                | 137              | 14,17            | 2                |
| MFG             | 63               | 5,11             | 1                | nicht kandidiert | nicht kandidiert | nicht kandidiert | nicht kandidiert | nicht kandidiert | nicht kandidiert | nicht kandidiert | nicht kandidiert | nicht kandidiert | nicht kandidiert | nicht kandidiert | nicht kandidiert | nicht kandidiert | nicht kandidiert | nicht kandidiert |
| NEOS            | 18               | 1,46             | 0                | nicht kandidiert | nicht kandidiert | nicht kandidiert | nicht kandidiert | nicht kandidiert | nicht kandidiert | nicht kandidiert | nicht kandidiert | nicht kandidiert | nicht kandidiert | nicht kandidiert | nicht kandidiert | nicht kandidiert | nicht kandidiert | nicht kandidiert |
| MA              | nicht kandidiert | nicht kandidiert | nicht kandidiert | nicht kandidiert | nicht kandidiert | nicht kandidiert | nicht kandidiert | nicht kandidiert | nicht kandidiert | 40               | 3,43             | 0                | nicht kandidiert | nicht kandidiert | nicht kandidiert | nicht kandidiert | nicht kandidiert | nicht kandidiert |
| Wahlberechtigte | 1984             | 1984             | 1984             | 1855             | 1855             | 1855             | 1826             | 1826             | 1826             | 1684             | 1684             | 1684             | 1531             | 1531             | 1531             | 1478             | 1478             | 1478             |
| Wahlbeteiligung | 67,09 %          | 67,09 %          | 67,09 %          | 74,61 %          | 74,61 %          | 74,61 %          | 73,66 %          | 73,66 %          | 73,66 %          | 74,11 %          | 74,11 %          | 74,11 %          | 82,23 %          | 82,23 %          | 82,23 %          | 76,12 %          | 76,12 %          | 76,12 %          |

### Bürgermeister
Bürgermeister ist seit der Gemeinderatswahl 2002 Gerhard Hutter (LIBS). Bei der Bürgermeisterdirektwahl 2017 wurde er von 67,12 % der Wähler in seinem Amt bestätigt. Seine Mitbewerberinnen Petra Pahr-Gold (SPÖ) und Roland Hajos (FPÖ) kamen über 25,47 % bzw. 7,42 % nicht hinaus. In der konstituierenden Sitzung des Gemeinderats wurde August Gruber (LIBS) zum Vizebürgermeister gewählt.
Bei der Wahl 2022 wurde Gerhard Hutter mit 59,40 Prozent der Stimmen als Bürgermeister bestätigt.

### Chronik der Bürgermeister
| von       | bis       | Bürgermeister                                      | Partei |
| --------- | --------- | -------------------------------------------------- | ------ |
| 1909      | 1916      | Hermann Neuhaus                                    |        |
| 1916      | 1918      | Julius Strasser, Franz Neumann, Michael Novatschka |        |
| 1921      | 1927      | Matthias Buchinger                                 | DWP    |
| 1927      | 1934      | Ernst Hoffenreich                                  | SPÖ    |
| 1934      | 1938      | Matthias Buchinger                                 | DWP    |
|           |           |                                                    |        |
| 1938      | 1945      | Adolf Melichar                                     |        |
|           |           |                                                    |        |
| 1945      | 1945      | Franz Michalitsch                                  | KPÖ    |
| 1945      | 1949      | Otto Thiel                                         | KPÖ    |
| 1949      | 1951      | Ernst Hoffenreich                                  | SPÖ    |
| 1951      | 1958      | Stefan Reich                                       | SPÖ    |
| 1958      | 1972      | Kurt Balla                                         | ÖVP    |
| 1972      | 1985      | Erich Lubenik                                      | SPÖ    |
| 1985      | 2002      | Viktor Konwicsny                                   | SPÖ    |
| 2002      |           | Dr. Sylvia Linc                                    | SPÖ    |
| seit 2002 | seit 2002 | Gerhard Hutter                                     | LIBS   |

### Wappen
Blasonierung: „In blauem Schild unter einem seitlich und oben an die Schildränder anstoßenden silbernen Viadukt eine silberne Brunnenschale mit zwei blauen Streifen, aus der eine silberne Fontäne aufsteigt, die von silberumrahmten blauen Perlen begleitet wird.“

### Gemeindepartnerschaften
Bad Sauerbrunn unterhält eine Partnerschaft mit der mittelfränkischen Stadt Spalt in Deutschland.

## Persönlichkeiten (Auswahl)
- Walter Arlen (1920–2023), österreichischer und US-amerikanischer Musikkritiker der Los Angeles Times und Komponist, ist Ehrenbürger[22]

- Kurt Balla (1923–1995), Politiker, Bürgermeister von Bad Sauerbrunn
- Richard Berczeller (1902–1994), Arzt, Autor und Filmschauspieler, 1930–1938 Gemeindearzt von Mattersburg
- Heinz Fahnler (1942–2008), FIFA-Schiedsrichter, Chefredakteur der Wiener Zeitung
- Ludwig Hirschfeld  (1882–1942), Schriftsteller, Journalist und Theatersekretär, langjähriger Sommerfrischler und Schwiegersohn von Dr. Grimm
- Karl Hofer (* 1929), Autor, ehemaliger ORF-Landesintendant im Burgenland
- Johann Stockinger (1880–1962), Metallarbeiter und Politiker, Vizebürgermeister von Bad Sauerbrunn
- Toni Stricker (1930–2022), Komponist und Geiger, Ehrenbürger von Bad Sauerbrunn